# Pawel Andrejewitsch Gerdt

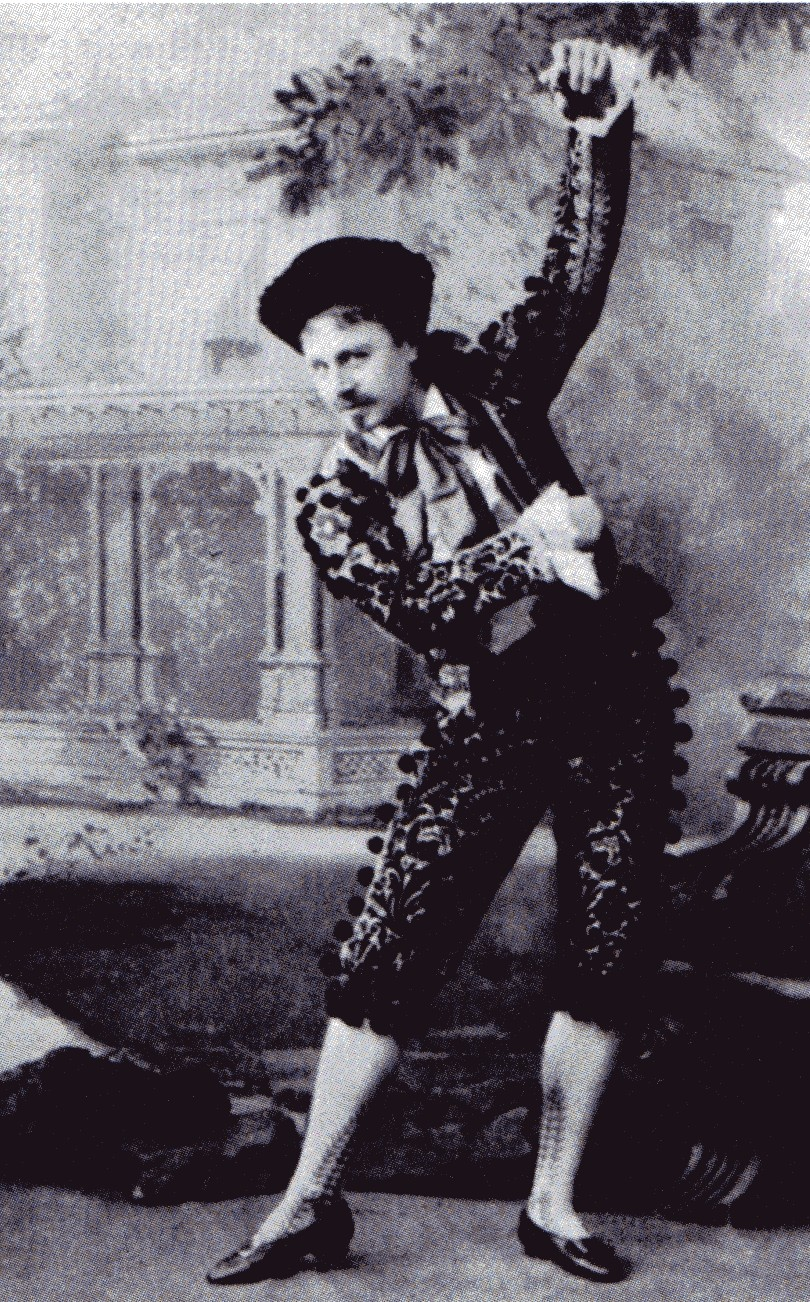
Pawel Gerdt in Petipas Ballett L’Ordre du Roi, 1886

Pawel Andrejewitsch Gerdt (russisch Павел Андреевич Гердт, auch: Paul Gerdt, englische Transkription Pavel Gerdt; * 22. Novemberjul. / 4. Dezember 1844greg. (?) in Sankt Petersburg; † 6. Januar 1917 in Vamaloki (Finnland)) war ein legendärer russischer Ballett-Tänzer, Pädagoge und Choreograf.

## Leben
Gerdt studierte an der kaiserlichen Ballettschule in Sankt Petersburg mit Marius Petipa und dessen Vater Jean sowie mit Alexander Pimenow und Christian Johanson. Sein Debüt mit dem kaiserlichen Ballett machte er 1860.
Es folgte eine außergewöhnlich erfolgreiche und lange Karriere, zuerst als Premier Danseur noble und später als Charaktertänzer und Pantomime. Gerdt war offenbar „der“ Lieblingstänzer und Interpret von Marius Petipa und auch beim Publikum sehr populär. Bis in die 1890er Jahre tanzte er viele männliche Hauptrollen in den Uraufführungen der Ballette von Petipa und Lew Iwanow, sowie in zahlreichen Revisionen älterer Ballette, darunter: Lucien in Paquita (1881), Prinz Albrecht in Giselle (1884), Colas in La Fille mal gardée (1885), Ta-Hor in La Fille du Pharaon (1885), Pierre Gringoire in La Esmeralda (1886), Noureddin in Le Talisman (1889 (UA)), James in La Sylphide (1892), Prinz Désiré in Dornröschen (1890 (UA)), Prinz Coqueluche in Der Nussknacker (1892 (UA)) und Prinz Siegfried in Schwanensee (1895).

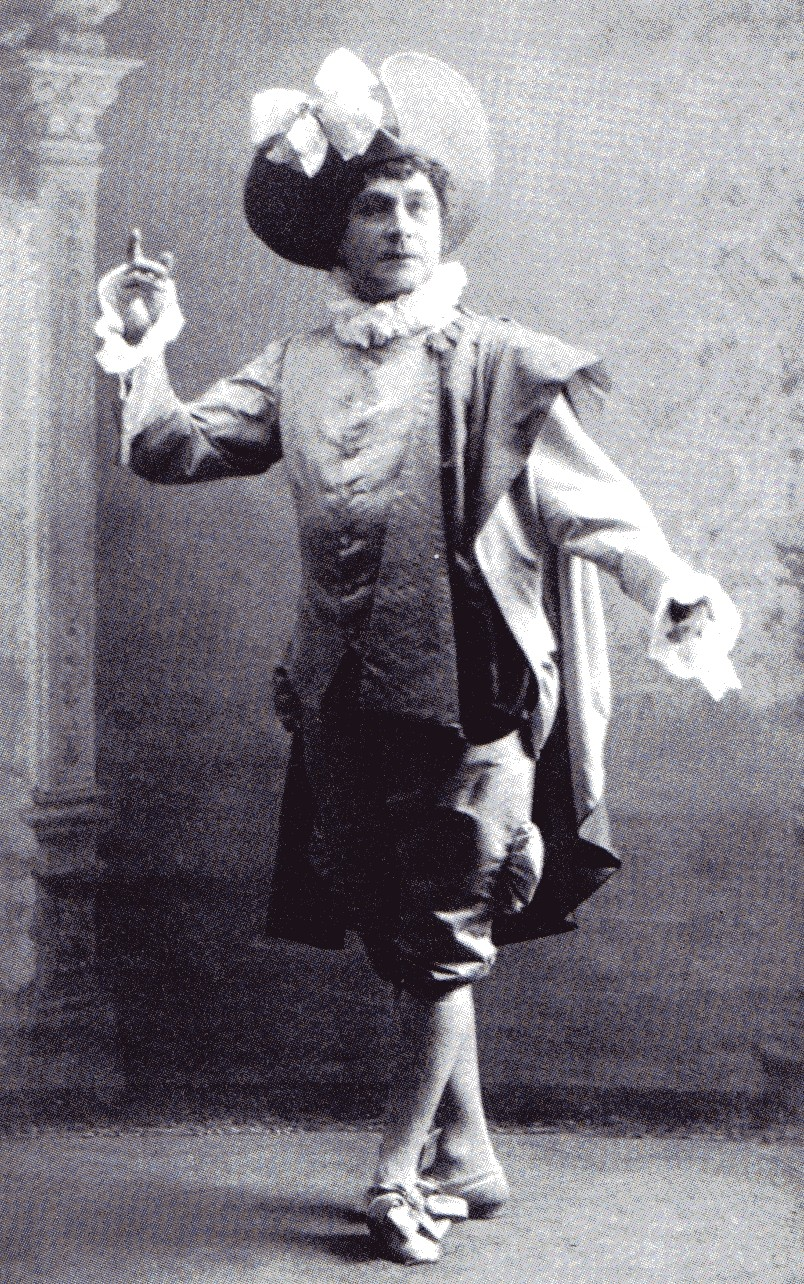
Pawel Gerdt als Damis in Les Ruses d'Amour, 1900

Wegen einer Verletzung am Knie musste Gerdt etwa ab den späten 1890er Jahren dann tänzerisch kürzertreten. Eine Zeitlang erhielt er trotzdem weiterhin Hauptrollen, wie z. B. den Solor in La Bayadère (1900), spielte aber dann nur die pantomimischen Teile, während ein jüngerer Tänzer, insbesondere sein Schüler Nikolai Legat, die tänzerischen Passagen übernahm. Später überließ Gerdt dann doch den jüngeren Tänzern die Liebhaberrollen und wechselte ganz ins Charakter- und Pantomime-Fach. Zu Gerdts wichtigsten Charakterrollen gehörten: Apollo in Le Réveil de Flore, die Titelrolle in Blaubart und Abderachman in Raymonda, später auch der Höchste Brahmane in La Bayadère und Hilarion in Giselle.
Pawel Gerdt unterrichtete auch an der Kaiserlichen Ballettschule und zu seinen Schülern gehören spätere Berühmtheiten wie Olga Preobraschenskaja, Nikolai und Sergei Legat, Matilda Kschessinskaja, Michel Fokine, Tamara Karsawina, Vaslav Nijinsky, Anna Pawlowa, Agrippina Waganowa und Wassily Tichomirow. Gerdt arbeitete auch gelegentlich als Choreograf und brachte beispielsweise 1896 das Ballett Javotte von Camille Saint-Saëns auf die Bühne.
1916 hatte er seinen letzten Auftritt, als Gamache in einer Aufführung von Minkus’ Don Quixote.
Nur ein Jahr später starb er am 12. August 1917 im Alter von 72 Jahren in Finnland.
Pawel Gerdt war mit der Ballerina Alexandra Saposchnikowa verheiratet und hatte mit ihr drei Kinder, darunter Elisaweta Gerdt, die selber eine bekannte Tänzerin und Ballettlehrerin wurde. Väterlicherseits stammten seine Vorfahren aus Deutschland.